# Ronald Nall-Cain (2e baron Brocket)
Arthur Ronald Nall Nall-Cain, 2e baron Brocket (4 août 1904 - 24 mars 1967) est un homme politique du Parti conservateur au Royaume-Uni.

## Jeunesse
Il est né dans une famille brassicole millionnaire le 4 août 1904. Son père, Charles Nall-Cain, est créé baronnet en 1921 et baron Brocket de Brocket Hall en 1933. Après sa mort un an plus tard, Arthur hérite de ses titres.
Nall-Cain fait ses études au Collège d'Eton et à l'Université d'Oxford, où il dirige l'équipe de Golf. Il devient avocat et conseiller du comté du Hertfordshire.

## Carrière
Il est élu comme député conservateur pour Liverpool Wavertree à une élection partielle en 1931, et est un proche de Neville Chamberlain. Après la mort de son père, Nall-Cain doit quitter la Chambre des communes et passe à la Chambre des lords.
Brocket hérite de deux grandes maisons: Brocket Hall dans le Hertfordshire et Bramshill Park, dans le Hampshire. Dans les années 1930, il achète le domaine Knoydart à Lochaber, en Écosse et devient un propriétaire absent, s'opposant aux droits des crofters et licenciant et expulsant les travailleurs, préférant le domaine pour le tir et la pêche. Il possède 13000 acres (53 km 2) en Angleterre et 62 000 en Écosse.

### Sympathisant nazi
Brocket est connu dans la société comme un sympathisant nazi. Il est un membre engagé de la communauté anglo-allemande, et ses maisons sont utilisées pour recevoir les partisans de l'Allemagne. Ainsi identifié avec la cause de l'Allemagne nazie, il assiste à la célébration du 50e anniversaire de Hitler en 1939 et est un ami proche de Joachim von Ribbentrop. Selon Neville Chamberlain, ministre des Affaires étrangères, le comte d'Halifax utilise Brocket pour transmettre les vues du gouvernement britannique aux principaux nazis allemands.
Après le déclenchement de la Seconde Guerre mondiale, Brocket continue à travailler pour une entente entre la Grande-Bretagne et l'Allemagne. Il demande instamment un règlement de paix négocié et essaye d'organiser des pourparlers avec Hitler. Il a un contact avec Hermann Göring par l'intermédiaire d'un suédois appelé Bengt Berg. Brocket travaille en étroite collaboration avec l'historien Arthur Bryant (en), qui partage ses points de vue et aide à porter les négociations à l'attention du ministère des Affaires étrangères. Cependant, Brocket est informé que la proposition d'accorder à l'Allemagne le contrôle de la Pologne et de la Tchécoslovaquie n'était pas acceptable pour le gouvernement britannique.

### Fin de carrière
Après la guerre, en 1948, certains soldats de retour (les soi-disant sept hommes de Knoydart), qui ont combattu les nazis, décident de revendiquer une partie du domaine de Knoydart lors d'un raid terrestre, mais ils sont traduits en justice par Brocket et dépossédés. Brocket vend le domaine Knoydart peu de temps après. En 1949, il achète le domaine Carton House en Irlande.

## Vie privée
En 1927, Brocket épouse Angela Beatrix Pennyman, fille cadette du révérend William Geoffrey Pennyman d'Ormesby Hall dans le Yorkshire. Ensemble, ils ont :
- Ronald Charles Manus Nall-Cain (1928–1961), fils aîné et héritier, qui meurt avant son père, ayant épousé en 1950 Elizabeth Mary Stallard, fille de RJ Stallard de Bake House, Petersfield, Hampshire[8]
- David Lawrence Robert Nall-Cain (né en 1930), qui hérite de Carton House de son père. Il épouse Katherine Elizabeth Palmer, fille de William Matthew Palmer, vicomte Wolmer (1912-1942), fils aîné et héritier apparent de Roundell Palmer (3e comte de Selborne) (1887–1971). En 1977, il vend Carton à la famille Mallaghan[9].
- Elizabeth Angela Veronica Rose Nall-Cain (née en 1938), épouse de Thomas Taylour (6e marquis de Headfort) (en).

Nall-Cain est décédé le 24 mars 1967 et est remplacé par son petit-fils, Charles Nall-Cain (3e baron Brocket) (en).